# Michel Michelet
Pour les articles homonymes, voir Michel Levine.
Michel Michelet est un compositeur d'origine russe, né Mikhaïl Isaakovitch Levin à Kiev (Ukraine, alors Empire russe) le 14 juillet 1894, mort à Los Angeles (Californie, États-Unis) le 28 décembre 1995, à 101 ans.
Au long de sa carrière, il œuvre plus particulièrement dans le domaine de la musique de film, en France où il est connu comme Michel Lévine (ou Levine), puis aux États-Unis et à nouveau en Europe (coproductions notamment).

## Biographie
De 1912 à 1914, au Conservatoire de Leipzig (Allemagne), Mikhaïl Levin étudie le violoncelle avec Julius Klengel et la composition avec Max Reger. Puis, de retour dans son pays natal, il poursuit son apprentissage de la composition avec Reinhold Glière, au Conservatoire de Kiev, où il enseigne lui-même de 1919 à 1921. Après un passage par le Conservatoire de Vienne (Autriche), toujours comme enseignant, il s'établit à Paris (France) en 1924. Outre des compositions "classiques", on lui doit à partir de 1929, sous le nom francisé de Michel Lévine, les musiques de nombreux films français (éventuellement coproductions), sortis entre 1930 et 1940 — voir la filmographie ci-dessous —. Son dernier film français de cette période est Vingt-quatre Heures de perm', tourné en 1940 mais sorti seulement en 1945, du fait de la Seconde Guerre mondiale.
En 1941, fuyant Paris occupé car de confession juive, il émigre aux États-Unis et s'installe à Los Angeles — où il meurt plus que centenaire en 1995 —. Travaillant alors pour Hollywood, désormais sous le nom de Michel Michelet (parfois américanisé en Michael Michelet), il compose les musiques de plusieurs films américains, sortis entre 1942 et 1953. Mentionnons Le Journal d'une femme de chambre (1946 ; période américaine de Jean Renoir), ainsi que Des filles disparaissent (1947), remake du film français Pièges (1939), réemployant sa partition d'origine. Et relevons le cas particulier d'une réalisation d'Eugène Lourié (lui aussi exilé d'origine russe), Le Monstre des temps perdus (1953), film pour lequel il écrit une musique qui ne sera pas utilisée, la production préférant en second choix celle de David Buttolph.
Notons ici que deux des films américains de Michel Michelet, Le Singe velu et Une voix dans la tempête, sortis en 1944, lui valent en 1945 une double nomination à l'Oscar de la meilleure musique de film (qu'il ne gagne pas). 
Effectuant des séjours en Europe dans les années 1950 et 1960, le compositeur contribue entre 1955 et 1964 à quelques films allemands, à un film français (1955), ainsi qu'à des coproductions diverses. De cette période, retenons surtout le diptyque allemand Le Tigre du Bengale / Le Tombeau hindou de Fritz Lang, sorti en 1959.
Après 1964, il collabore seulement à un documentaire américain de 1974, The Challenge... A Tribute to Modern Art (avec Orson Welles comme narrateur), puis se retire définitivement du cinéma, ne se consacrant plus qu'à la musique « classique. » 
En ce dernier domaine, Michel Michelet est notamment l'auteur de pièces pour piano, de trois sonates pour violon et piano, d'une sonate pour violoncelle et piano créée par Mstislav Rostropovitch, d'un quintette avec piano, d'une élégie pour orchestre à cordes op. 4 (1923), ou encore d'un oratorio pour solistes, chœurs, orgue et orchestre, Cathedral Windows (1975).

## Filmographie complète
Contributions originales uniquement

### Période française
Films français, sauf mention complémentaire
- 1930 : La Femme d'une nuit de Marcel L'Herbier (+ version alternative en italien La Donna di una notte de Marcel L'Herbier)
- 1931 : La Fin du monde d'Abel Gance
- 1932 : Le Rosier de madame Husson de Dominique Bernard-Deschamps
- 1932 : Ce cochon de Morin de Georges Lacombe
- 1933 : Le Martyre de l'obèse de Pierre Chenal
- 1933 : La Fille du régiment de Pierre Billon et Carl Lamac
- 1933 : Gardez le sourire de Paul Fejos et René Sti (film franco-autrichien ; + version alternative en allemand Sonnenstahl de Paul Fejos)
- 1933 : L'Abbé Constantin de Jean-Paul Paulin
- 1933 : La Voix sans visage de Leo Mittler
- 1934 : Adémaï aviateur de Jean Tarride
- 1934 : L'École des resquilleurs de Germain Fried (court métrage)
- 1934 : Le Scandale de Marcel L'Herbier
- 1935 : Les Yeux noirs de Victor Tourjanski
- 1935 : Gai Dimanche de Jacques Berr (court métrage)
- 1935 : Tovaritch de Jacques Deval
- 1935 : Le Coup de trois de Jean de Limur
- 1935 : Une bonne affaire de Victor de Fast (court métrage)
- 1935 : Le Monde où l'on s'ennuie de Jean de Marguenat
- 1935 : Amour et Publicité de Leo Mittler (court métrage)
- 1936 : Le Mioche de Léonide Moguy
- 1936 : Les Bateliers de la Volga de Vladimir Strizhevsky
- 1936 : La Peur de Victor Tourjanski
- 1936 : La Porte du large de Marcel L'Herbier
- 1936 : Au service du tsar de Pierre Billon
- 1936 : Sous la terreur de Marcel Cravenne et Giovanni Forzano (+ version alternative en italien Fiordalisi d'oro de Giovanni Forzano)
- 1936 : Monsieur est saisi de René Sti (court métrage)
- 1936 : Mister Flow de Robert Siodmak
- 1936 : Trois, six, neuf de Raymond Rouleau
- 1937 : Forfaiture de Marcel L'Herbier
- 1937 : Le Mensonge de Nina Petrovna de Victor Tourjanski
- 1938 : La Vierge folle d'Henri Diamant-Berger
- 1938 : Nuits de princes de Vladimir Strizhevsky (film franco-allemand ; + version alternative en allemand Ab Mitternacht de Carl Hoffmann)
- 1938 : Nostalgie de Victor Tourjanski
- 1938 : Alerte en Méditerranée de Léo Joannon
- 1939 : Eusèbe député d'André Berthomieu
- 1939 : Rappel immédiat de Léon Mathot
- 1939 : Serge Panine de Paul Schiller et Charles Méré
- 1939 : La Brigade sauvage de Marcel L'Herbier
- 1939 : Pièges de Robert Siodmak
- 1940 : L'Émigrante de Léo Joannon
- 1945 : Vingt-quatre Heures de perm' de Maurice Cloche (tourné en 1940)

### Période américaine
Films américains
- 1942 : Miss Annie Rooney d'Edwin L. Marin
- 1943 : Crime Doctor's Strangest Case d'Eugene Forde
- 1944 : Dans la chambre de Mabel (Up in Mabel's Room) d'Allan Dwan
- 1944 : Le Singe velu (The Hairy Ape) d'Alfred Santell
- 1944 : Une voix dans la tempête (Voice in the Wind) d'Arthur Ripley
- 1944 : Tendre symphonie (Music for Millions) d'Henry Koster
- 1946 : Le Journal d'une femme de chambre (The Diary of a Chambermaid) de Jean Renoir

- 1946 : L'Évadée (The Chase) d'Arthur Ripley

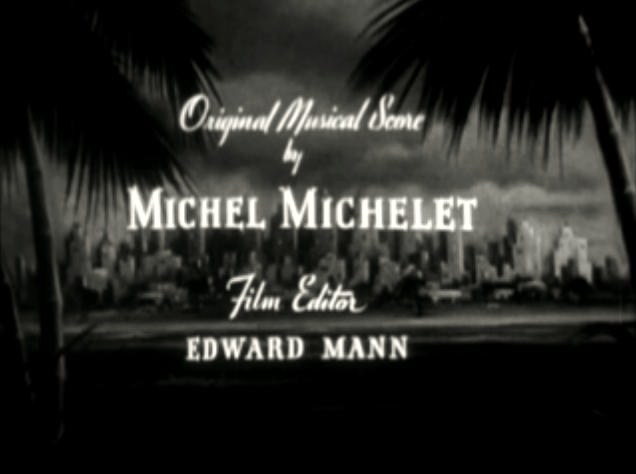
L'Évadée (1946), extrait du générique de début

- 1947 : Des filles disparaissent (Lured) de Douglas Sirk (remake de Pièges, film français de 1939 pré-cité ; réutilisation de la partition initiale)
- 1949 : L'Atlantide (Sirens of Atlantis) de Greg C. Tallas, John Brahm et Arthur Ripley
- 1949 : L'Homme de la tour Eiffel (The Man on the Eiffel Tower) de Burgess Meredith, Irving Allen et Charles Laughton
- 1949 : Impact d'Arthur Lubin
- 1949 : La Dernière Charge (Outpost of Morocco) de Robert Florey
- 1950 : La Voleuse (Once a Thief) de W. Lee Wilder
- 1950 : Double Deal d'Abby Berlin
- 1951 : M le maudit (M) de Joseph Losey
- 1951 : Tarzan et la reine de la jungle (en) (Tarzan's Peril) de Byron Haskin
- 1953 : Le Monstre des temps perdus (The Beast from 20,000 Fathoms) d'Eugène Lourié (musique non utilisée)
- 1953 : Fort Alger (Fort Algiers) de Lesley Selander
- 1953 : The Body Beautiful de Max Nosseck
- 1959 : Le Voyage (The Journey) d'Anatole Litvak (musique additionnelle)
- 1974 : The Challenge... A Tribute to Modern Art d'Herbert Kline (documentaire)

### Période européenne
- 1955 : Un missionnaire de Maurice Cloche (film français)
- 1956 : Le Secret de sœur Angèle de Léo Joannon (film franco-italien)
- 1957 : Le Fils du cheik (Los amantes del desierto) de Goffredo Alessandrini et Fernando Cerchio (film italo-espagnol)
- 1957 : Aphrodite, déesse de l'amour (La venere di Cheronea) de Victor Tourjanski et Fernando Cerchio (film franco-italien)
- 1958 : Les Yeux noirs (Petersburger Nächte) de Paul Martin (film allemand)
- 1959 : Le Tigre du Bengale (Der Tiger von Eschnapur) de Fritz Lang (film allemand)
- 1959 : Le Tombeau hindou (Das Indische Grabmal) de Fritz Lang (film allemand)
- 1960 : Journey to the Lost City de Fritz Lang (version sortie aux États-Unis des deux films de Lang pré-cités, les condensant en un seul, de durée écourtée)
- 1961 : Bis zum Ende aller Tage de Franz Peter Wirth (film allemand)
- 1962 : Cléopâtre, une reine pour César (Una regina per Cesare) de Victor Tourjanski et Piero Pierotti (film franco-italien)
- 1963 : Capitaine Sinbad de Byron Haskin (film américano-allemand, tourné en Bavière)
- 1964 : Un commerce tranquille de Guido Franco et Mel Welles (film italo-suisse)
- 1978 : El Asalto al castillo de la Moncloa de Francisco Lara Polop (film espagnol, montage d'archives, d'après Le Fils du cheik, film italo-espagnol de 1957 pré-cité)